# Delosperma lineare
Delosperma lineare es una especie de planta suculenta perteneciente a la familia de las aizoáceas. Es nativa de Sudáfrica.

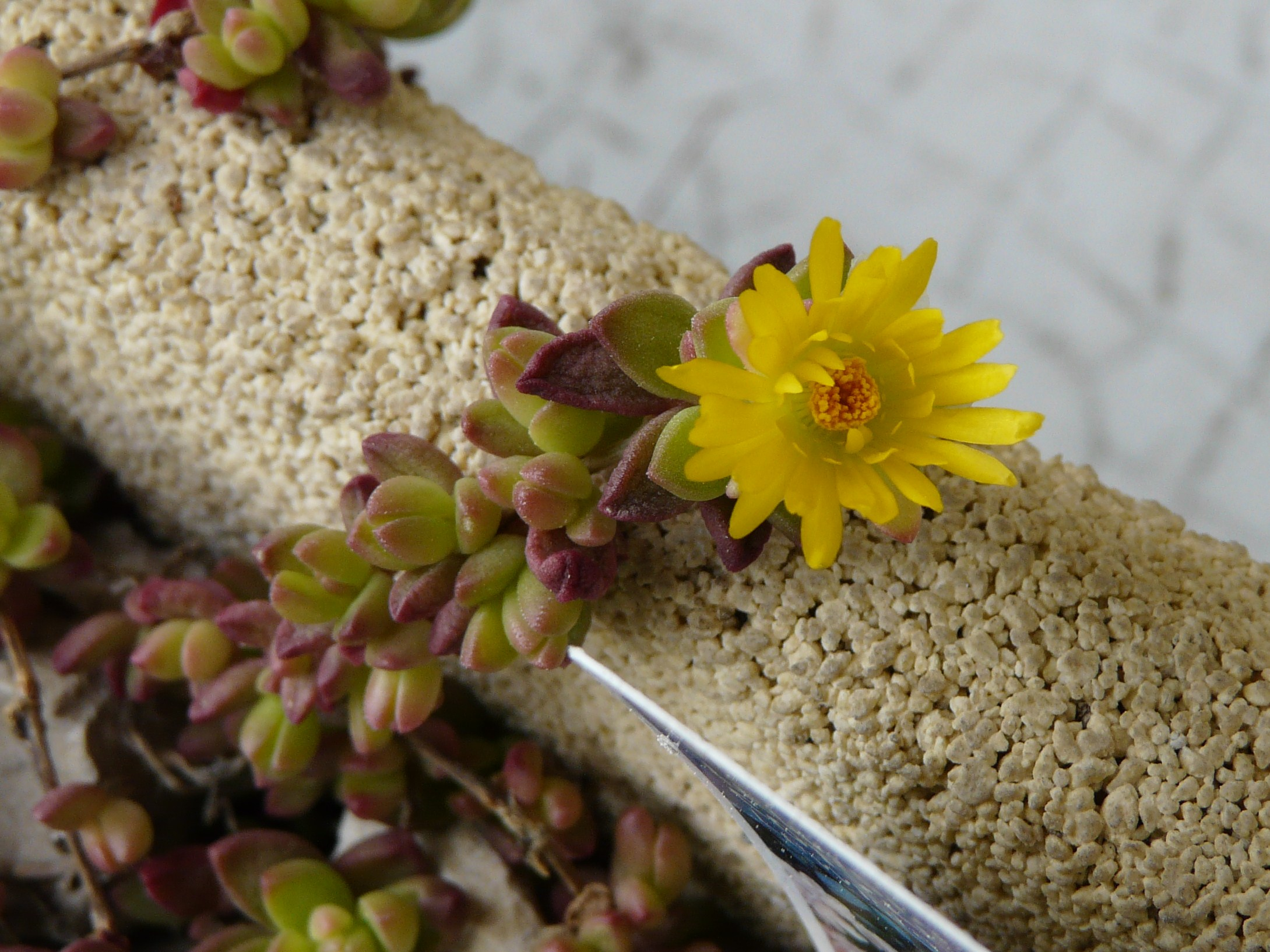
Vista de la flor

## Descripción
Es una pequeña planta suculenta perennifolia que alcanza un tamaño de 18 cm de altura a una altitud de 3400  metros en Sudáfrica y Lesoto.

## Taxonomía
Delosperma lineare fue descrita por Harriet Margaret Louisa Bolus y publicado en Notes Mesembrianthemum 1: 143. 1928.
Etimología
Delosperma: nombre genérico que deriva de las palabras griegas: delos = "abierto" y sperma = "semilla"  donde hace referencia al hecho de que las semillas son visibles en las cápsulas abiertas.
lineare: epíteto latino que significa "linear".